# Phasia woodi
Phasia woodi là một loài ruồi trong họ Tachinidae.